# Kfar Charuw
Kfar Charuw (hebräisch כְּפַר-חָרוּב Kfar Charūv, deutsch ‚Dorf des Johannesbrotbaums‘, englisch Kfar Haruv) ist eine 1974 gegründete israelische Siedlung und ein Kibbuz auf den von Israel besetzten und annektierten Golanhöhen. Völkerrechtlich gehört das Gebiet zu Syrien, zum Gouvernement al-Quneitra; aus israelischer Sicht gehört es zu Israels Nordbezirk. 2018 lebten 421 Einwohner in Kfar Charuw.